# Cuchillos de fuego
Cuchillos de fuego es una película dramática venezolana de 1990, dirigida por Román Chalbaud, e inspirada en la obra teatral del mismo director Todo bicho de uña. Formó parte del Festival de Cine de San Sebastián en 1990.

## Sinopsis
David (Jonathan Montenegro), un niño de ocho años, presencia el asesinato de su madre, apuñalada por un hombre (Javier Zapata). La cara del asesino le acompañará desde entonces y su vida solo tiene una meta: acabar con la vida del asesino. Pasado un tiempo logra consumar su venganza. Ahora debe encauzar su vida y no sabe que rumbo seguir, manteniendo una actitud recelosa con la gente.

## Reparto
- Miguel Ángel Landa
- Marisela Berti
- Gabriel Fernández
- Javier Zapata
- Charles Barry
- Dora Mazzone
- Jonathan Montenegro
- Natalia Martínez
- Carlos Carreño
- Ivelisse Velasco
- Martha Anette
- Raúl Medina
- Ricardo Fabrequez
- Lily Álvarez Sierra
- Willian Moreno
- Pedro Lander